# David Belenguer
David Belenguer Reverte est un footballeur espagnol né le 17 décembre 1972 à Vilassar de Mar, qui évolue au poste de stoppeur.

## Palmarès
- Betis Séville
  - Champion de Liga Adelante : 2011.